# Melchior Broederlam

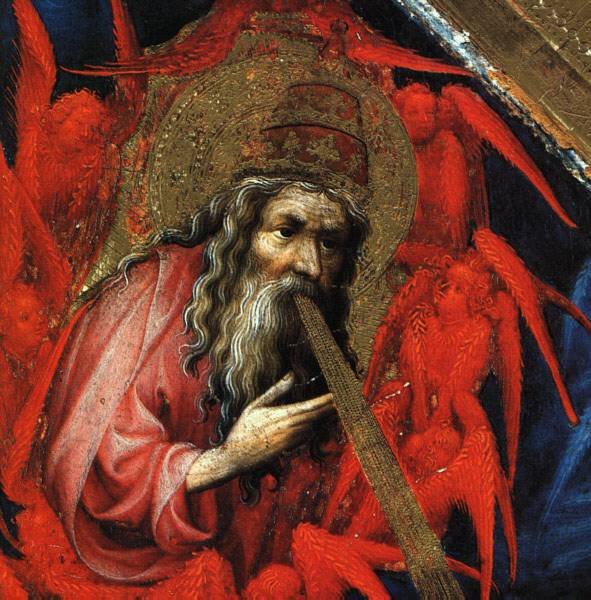
Detail oltáře Jacquese de Baerze

Melchior Broederlam (asi 1350, Ypres – po 1409, Ypres) byl jedním z prvních raně nizozemských malířů, jemuž lze s jistotou připsat dochovaná díla. Pracoval většinou pro burgundského vévodu Filipa Smělého a je doložen od roku 1381 do roku 1409. Ačkoli mu lze s jistotou připsat pouze jediný velký pár deskových obrazů, žádná historie západního malířství nemůže jeho přínos zanedbat.

## Život
Základy malby se naučil ve vlámském městě Ypres. V následujícím období pobýval několik let v Itálii. Je pravděpodobné, že osobně poznal malby Giotta di Bondone a díla Sienské školy. Od roku 1381 byl dvorním malířem Ludvíka II. Flanderského a po jeho smrti pracoval od roku 1384 pro jeho nástupce, Filipa Smělého. Dostával zakázky pro dnes již neexistující pevnost Hesdin, zbouranou roku 1553 na příkaz císaře Karla V. Pro vévodu Filipa pracoval od roku 1387 jako valet de chambre a později (1391) jako dvorní malíř. Pracoval i jako malíř jeho nástupce, burgundského vévody Jana I. Burgundského "Nebojácného" až do roku 1409, kdy je naposled zaznamenán v listinách.

## Dílo

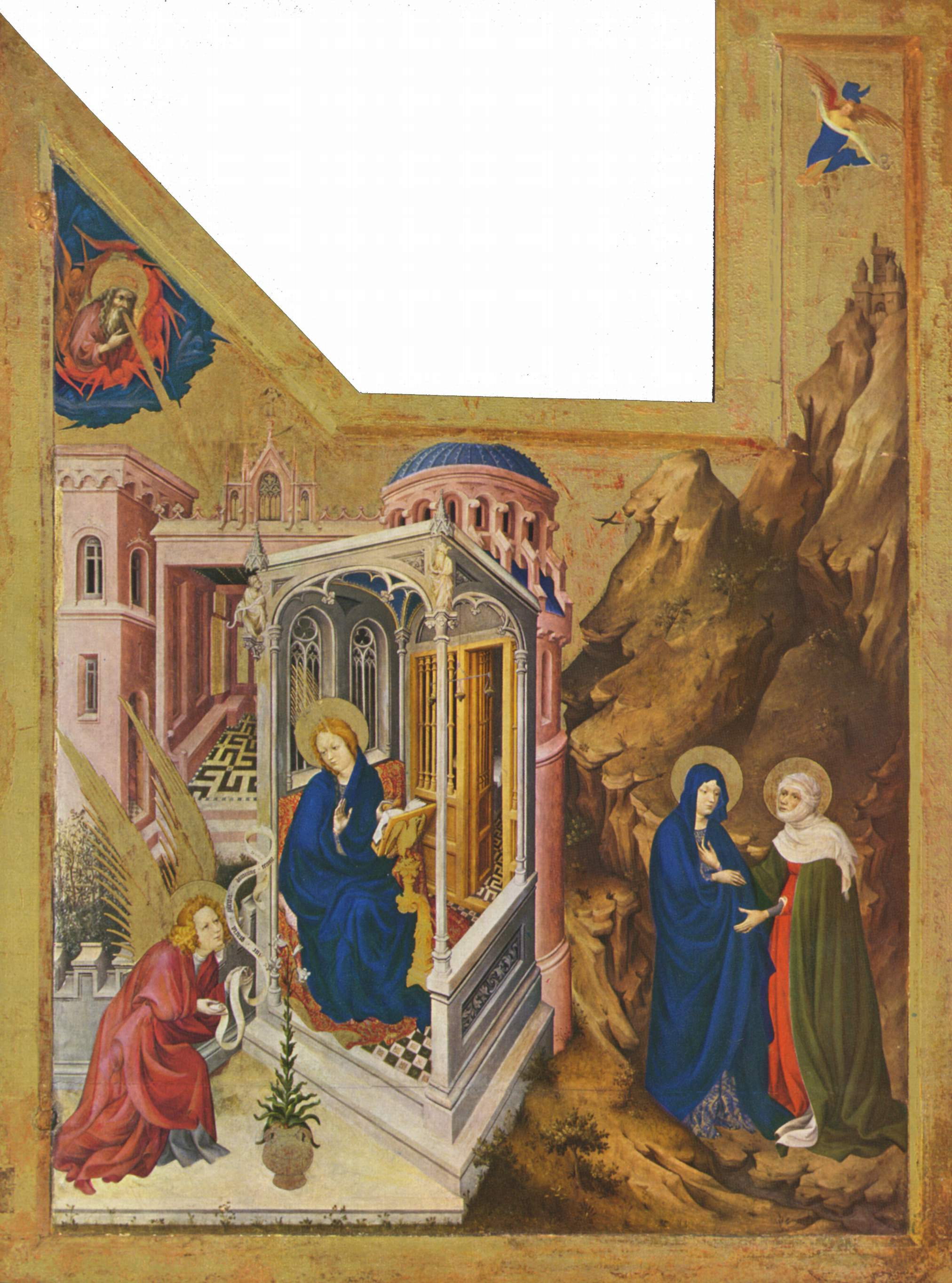
Melchior Broederlam, Zvěstování a Navštívení

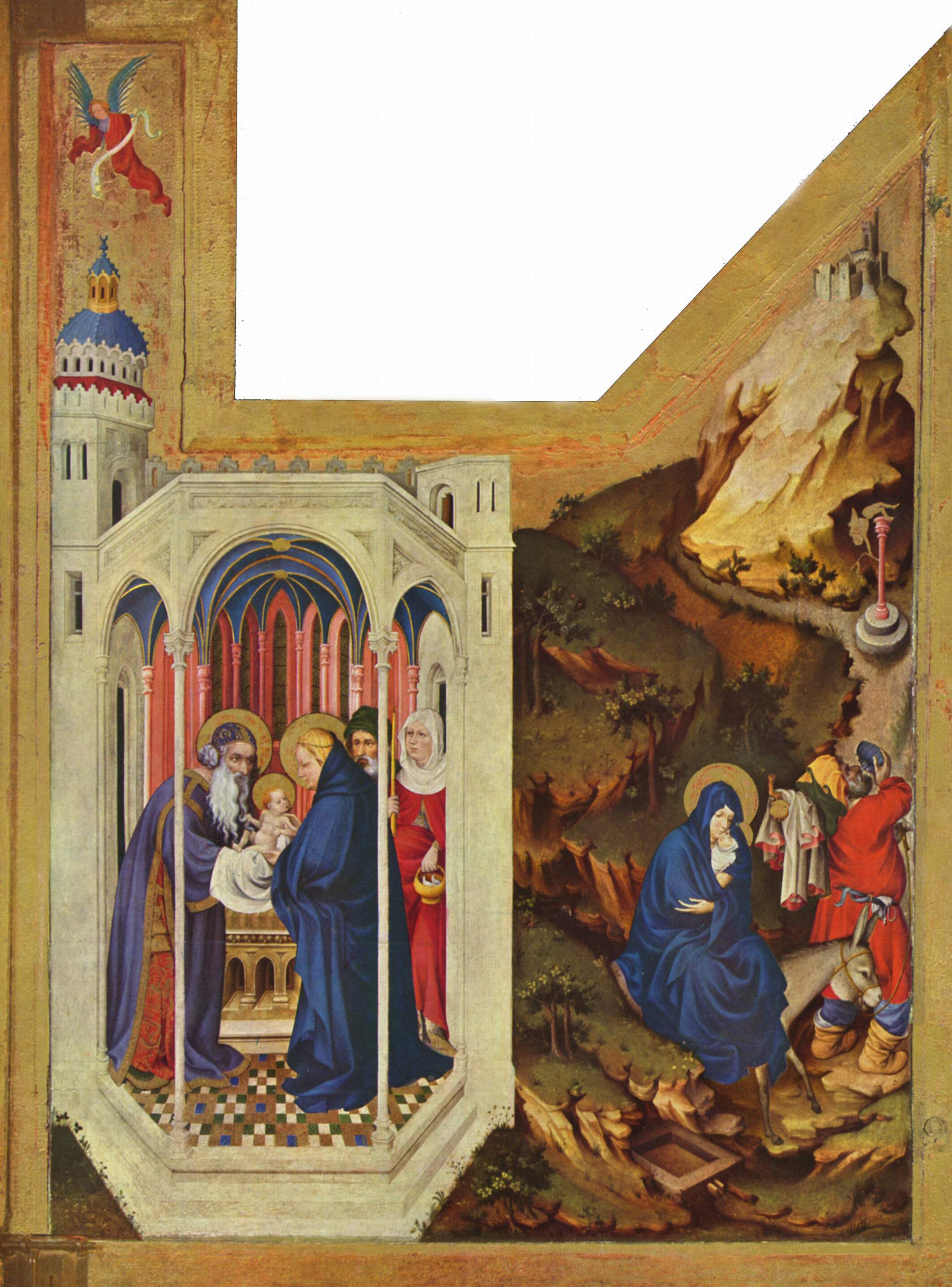
Melchior Broederlam, Uvedení Páně do chrámu, Útěk do Egypta

Broederlam silně ovlivnil následující generaci malířů, včetně Jana van Eycka a Roberta Campina. Některé odkazy tvrdí, že již užíval olejové barvy, popis díla však většinou uvádí temperu na dřevě. Perspektiva v jeho obrazech je ještě nedokonalá, ale pomocí světel a stínů dokázal vyvolat iluzi prostorové hloubky. Jako vizuální metafora k odlišení scén Starého a Nového zákona, typická zejména pro malbu jeho následovníka van Eycka, slouží střídání prvků románské a gotické architektury. Broederlamova malba ve stylu mezinárodní gotiky již obsahuje prvky naturalismu a skrytého symbolismu charakteristického pro další generace vlámských malířů.
Z děl Melchiora Broederlama se zachovala pouze dvě malovaná oltářní křídla z triptychu určeného pro kapli kartuziánského kláštera Champmol nedaleko Dijonu. Zakázku dostal řezbář Jacques de Baerze v Dendermonde a Broederlam byl také autorem polychromie a zlacení centrálního panelu. Na křídlech jsou vyobrazeny scény Zvěstování a Navštívení na levé straně, Uvedení Páně do chrámu a Útěku do Egypta na pravém křídle. Oltář se nyní nachází v Musée des Beaux-Arts de Dijon. Další dílo – retábl se světci a mučedníky je považován za ztracený.
V Champmolu pracoval ve stejné době i Claus Sluter a je pravděpodobné, že se oba umělci navzájem ovlivnili.